# Dicranomyia (Peripheroptera) trinigrina
Dicranomyia (Peripheroptera) trinigrina is een tweevleugelige uit de familie steltmuggen (Limoniidae). De soort komt voor in het Neotropisch gebied.